# Piratenpartei Nordrhein-Westfalen
Die Piratenpartei Deutschland Landesverband Nordrhein-Westfalen ist der Landesverband der Piratenpartei Deutschland in Nordrhein-Westfalen.

## Geschichte
Der Landesverband wurde am 9. Juni 2007 gegründet. Bei der Landtagswahl in Nordrhein-Westfalen 2010 scheiterte er mit 1,6 Prozent an der Fünf-Prozent-Hürde. Mit der vorzeitigen Wahl im Mai 2012 gelang der Partei mit 7,8 Prozent erstmals der Einzug in den Landtag Nordrhein-Westfalen.
Am 16. Juni 2015, gegen 2:20 Uhr, wurde auf das Dortmunder Wahlkreisbüro der Piraten-Abgeordneten Rydlewski, Rohwedder und Sommer ein Anschlag verübt. Zwei Schaufensterscheiben wiesen Einschusslöcher auf. Ein Bekennerschreiben der rechtsextremistischen Vereinigung Nationaler Widerstand Dortmund (NWDO) traf nachmittags bei dem regionalen Blog Ruhrbarone ein.
Bei der Landtagswahl 2017 scheiterten die NRW-Piraten mit nur noch 1,0 % deutlich an der Fünf-Prozent-Hürde und verpassten in der Folge den erneuten Einzug in den nordrhein-westfälischen Landtag. Auch bei der Landtagswahl 2022 wurde der Einzug in den Landtag deutlich verfehlt.

## Organisation
Unterhalb des Landesverbandes gibt es derzeit 20 Kreisverbände. In Städten und Kreisen ohne eigenen Kreisverband werden verwaltungstechnische Aufgaben häufig von Büropiraten ausgeführt, die von der Mitgliederversammlung gewählt und vom Landesvorstand mit ihrer Aufgabe betraut wurden.
Politische Positionen des Landesverbandes werden in themenbezogenen Arbeitskreisen erarbeitet. Aktive politische oder organisatorische Arbeit findet in sogenannten Crews statt, die aus mindestens drei Mitgliedern bestehen. Permanente Aufgaben, die nicht Teil der innerparteilichen Willensbildung sind, werden von den über zehn Arbeitsgruppen bearbeitet. Dazu gehören zum Beispiel die Betreuung der parteieigenen Medien wie Wiki, Forum oder Mailinglisten sowie die Erstellung von Flyern oder Pressemitteilungen. Des Weiteren existieren Projektgruppen, deren Arbeitsergebnisse mit einem bei Gruppengründung anzugebenden Zieldatum verknüpft sind.

## Vorsitzende
- Carsten Kaefert (2007–2008)
- Klaus Quintern (2008–2009)
- Bernhard Smolarz (2009–2010)
- Birgit Rydlewski (2010–2011)
- Michele Marsching (2011–2012)
- Sven Sladek (2012–2013)
- Patrick Schiffer (2013–2016)
- Sebastian Kroos (2016)
- Dennis Deutschkämer (2016–2017)
- Michele Marsching (2017–2018)
- Frank Herrmann (2018–2021)
- Wilk Spieker (2021–2023)
- Sven Bechen (2023–2024)
- Andrea Deckelmann (2024-)

## Sitze im Landtag

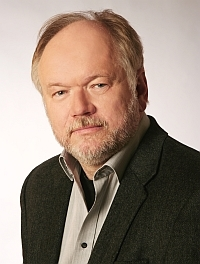
Spitzenkandidat Joachim Paul

Bei der Landtagswahl 2012 erhielt die Partei 20 Sitze im Parlament, die nach Liste des Landesverbandes mit folgenden Kandidaten besetzt wurden:
| - Joachim Paul (* 1957) - Lukas Lamla (* 1983) - Marc Olejak (* 1971) - Michele Marsching (* 1978) - Simone Brand (* 1967) - Daniel Düngel (* 1976) | - Nicolaus Kern (* 1972) - Monika Pieper (* 1963) - Birgit Rydlewski (* 1970) - Torsten Sommer (* 1971) - Hanns-Jørg Rohwedder (* 1957) - Stefan Fricke (* 1962) | - Kai Schmalenbach (* 1970) - Dirk Schatz (* 1978) - Frank Herrmann (* 1961) - Oliver Bayer (* 1977) - Olaf Wegner (* 1967) |

Bei der Landtagswahl 2017 scheiterte die Partei mit 1,0 % an der Fünf-Prozent-Hürde und schied aus dem Landtag aus.

### Abgänge aus der Piratenfraktion im Landtag NRW
Robert Stein gab am 22. September 2013 seinen Austritt aus der Fraktion der Piraten bekannt, war für ca. ein Jahr fraktionsloser Abgeordneter und trat im November 2014 der CDU-Fraktion bei. Daniel Schwerd verließ am 23. Oktober 2015 sowohl die Fraktion der Piratenpartei als auch die Partei. Im März 2016 trat er der Linken bei. Dietmar Schulz trat am 26. September 2016 aus der Piratenfraktion aus und war bis zur Landtagswahl 2017 fraktionsloser Abgeordneter, aber weiterhin Mitglied der Piratenpartei.

### Programmatik
- Grundsatzprogramm
- Wahlprogramm 2017